# St. Josef (Heuchelheim)

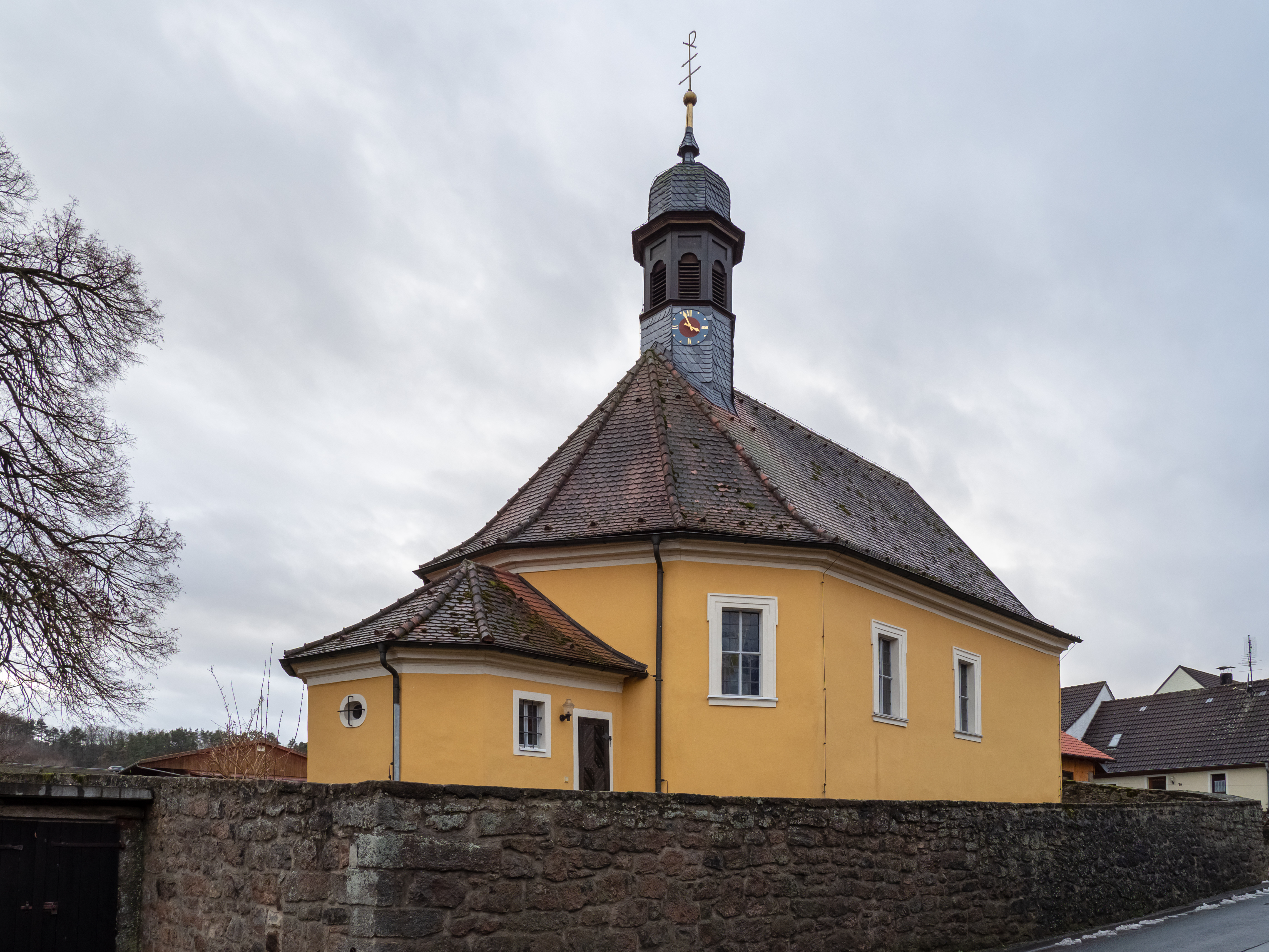
St. Josef (Heuchelheim)

Die römisch-katholische, denkmalgeschützte Filialkirche St. Josef steht in Heuchelheim, einem Gemeindeteil der Stadt Schlüsselfeld im oberfränkischen Landkreis Bamberg (Bayern). Die Kirche gehört zur Pfarrei Schlüsselfeld im Seelsorgebereich Dreifrankenland im Steigerwald im Dekanat Ansbach des Erzbistums Bamberg.

## Beschreibung
Die barocke Kapelle wurde um 1670 gebaut. Aus dem Satteldach ihres Langhauses erhebt sich im Osten ein achteckiger, schiefergedeckter, mit einer Glockenhaube bedeckter Dachreiter, der im unteren Teil die Turmuhr und im oberen, hinter den Klangarkaden, den Glockenstuhl beherbergt. An den Chor mit 5/8-Schluss im Osten wurde die Sakristei unsymmetrisch angebaut. Eine spätgotische Madonna, ein Taufbecken und eine Statuette, die den heiligen Josef mit Kind darstellt, zieren den Innenraum. Ende des 20. Jahrhunderts wurde der Altarraum durch den Bildhauer Franz Hämmerle aus Windach neu gestaltet.